# Susan Werner
Susan M. Werner (Manchester, 6 aprile 1965) è una cantautrice statunitense.
La maggior parte dei suoi lavori sono di musica folk.

## Carriera
Nata e cresciuta in una fattoria a Manchester, Iowa, la Werner si interessò alla musica in giovane età e ottenne il diploma in canto all'università dell'Iowa. Nel 1987 si trasferì a Philadelphia e poco dopo ottenne un master in canto alla Temple University.
La Werner all'inizio voleva seguire una carriera operistica, ma dopo aver visto un'esecuzione di Nanci Griffith ne fu ispirata, e iniziò a comporre canzoni proprie alla chitarra acustica. Esibendosi vicino a Philadelphia e New York, cominciò ad essere conosciuta nella scena folk dei primi anni '90.
Ha registrato cinque dischi dal 1993 al 2001, e in seguito si è trasferita a Chicago. I suoi primi cinque album sono tutti di musica folk mentre il sesto, I Can't Be New, fu un sostanziale distacco dal folk, con materiale originale, Tin Pan Alley, cabaret e canzoni in stile jazz.
Il settimo album della Werner, The Gospel Truth, è uscito nel 2007 e tratta tematiche di religione, fede e responsabilità sociale.

## Discografia
- Midwestern Saturday Night (1993)
- Live at Tin Angel (1993)
- Last of the Good Straight Girls (1995)
- Time Between Trains (1998)
- New Non-Fiction (2001)
- I Can't Be New (2004)
- The Gospel Truth (2007)